# Sowerbyella
Sowerbyella is een geslacht van schimmels behorend tot de familie Pyronemataceae. De typesoort is Sowerbyella radiculata. De meeste soorten van het geslacht komen voor in Europa en China. De wetenschappelijke naam van het geslacht is gepubliceerd door John Axel Nannfeldt in 1938. Hij vernoemde het geslacht naar James Sowerby.

## Soorten
Volgens Index Fungorum telt het geslacht 17 soorten (peildatum januari 2024):
| Soortnaam                                            | Auteur(s)                                   | Publicatiejaar |
| ---------------------------------------------------- | ------------------------------------------- | -------------- |
| Sowerbyella angustispora                             | J.Z. Cao & J. Moravec                       | 1988           |
| Sowerbyella bauerana                                 | (Cooke) Harmaja                             | 1984           |
| Sowerbyella brevispora (Kortsporige wortelbekerzwam) | Harmaja                                     | 1984           |
| Sowerbyella crassisculpturata                        | J. Moravec                                  | 1985           |
| Sowerbyella densireticulata                          | J. Moravec                                  | 1985           |
| Sowerbyella fagicola                                 | J. Moravec                                  | 1973           |
| Sowerbyella imperialis (Oranje wortelbekerzwam)      | (Peck) Korf                                 | 1971           |
| Sowerbyella laevispora                               | W.Y. Zhuang                                 | 2009           |
| Sowerbyella meridionalis                             | E. Rubio, L. Sánchez, J. Bometón & C. Roqué | 2021           |
| Sowerbyella parvispora                               | (Trigaux) J. Moravec                        | 1986           |
| Sowerbyella phlyctispora                             | (Lepr. & Mont.) Hohmeyer & J. Moravec       | 1995           |
| Sowerbyella polaripustulata                          | J. Moravec                                  | 1985           |
| Sowerbyella radiculata (Gele wortelbekerzwam)        | (Sowerby) Nannf.                            | 1938           |
| Sowerbyella reguisii                                 | (Quél.) J. Moravec                          | 1985           |
| Sowerbyella rhenana                                  | (Fuckel) J. Moravec                         | 1986           |
| Sowerbyella unicisa                                  | (Peck) J. Moravec                           | 1995           |
| Sowerbyella unicolor                                 | (Gillet) Nannf.                             | 1938           |